# Torsiune testiculară
Torsiunea testiculară apare atunci când cordonul spermatic⁠(d) (de care este suspendat testiculul) se răsucește, întrerupând alimentarea cu sânge a testiculului. Cel mai frecvent simptom la copii este durerea bruscă și severă⁠(d). Testiculul poate fi mai sus decât de obicei în scrot și pot apărea vărsături. La nou-născuți, durerea este adesea absentă și în schimb scrotul poate deveni decolorat sau testiculul poate dispărea din locul său obișnuit.
Majoritatea celor afectați nu au probleme de sănătate anterioare evidente. O tumoare testiculară sau o traumă anterioară pot crește riscul. Alți factori de risc includ o malformație congenitală cunoscută sub numele de „deformarea bell-clapper”, în care testiculul este atașat în mod inadecvat la scrot, permițându-i să se miște mai liber și, astfel, să se răsucească. Temperaturile scăzute pot fi, de asemenea, un factor de risc. Diagnosticul ar trebui, de obicei, să fie stabilit pe baza simptomelor prezentate, dar necesită un diagnostic și un tratament în timp util pentru a evita pierderea testiculelor. O ecografie poate fi utilă atunci când diagnosticul este neclar.
Tratamentul constă în deșirarea fizică a testiculului, dacă este posibil, urmată de intervenție chirurgicală. Durerea poate fi tratată cu opioide. Rezultatul depinde de timpul până la corecție. Dacă este tratat cu succes în termen de șase ore de la apariție, este adesea bun. Cu toate acestea, dacă se întârzie 12 ore sau mai mult, testiculul nu este de obicei salvabil. Aproximativ 40% dintre persoane necesită îndepărtarea testiculului⁠(d).
Este cel mai frecventă imediat după naștere și în timpul pubertății. Apare la aproximativ 1 din 4.000 până la 1 din 25.000 de bărbați sub 25 de ani în fiecare an. Dintre copiii cu dureri testiculare cu debut rapid, torsiunea testiculară este cauza a aproximativ 10% din cazuri. Complicațiile pot include incapacitatea de a avea copii. Afecțiunea a fost descrisă pentru prima dată în 1840 de Louis Delasiauve.

## Semne și simptome
Torsiunea testiculară se prezintă, de obicei, cu durere testiculară⁠(d) severă sau durere în zona inghinală și în partea inferioară a abdomenului. Durerea începe, în general, brusc și, de obicei, implică o singură parte. Deseori, se asociază greață și vărsături. Testiculul se poate afla mai sus în scrot din cauza răsucirii și scurtării ulterioare a cordonului spermatic sau poate fi poziționat în poziție orizontală. Pot fi prezente o ușoară căldură și roșeață a zonei supraiacente. Ridicarea testiculului poate agrava durerea. Simptomele urinare, cum ar fi durerea sau frecvența crescută a urinării, sunt, de asemenea, de obicei absente. Apariția simptomelor urmează adesea activității fizice sau traumei testiculelor sau scrotului. Copiii cu torsiune testiculară se pot trezi cu durere testiculară sau abdominală în mijlocul nopții sau dimineața. Poate exista un istoric de episoade anterioare similare de durere scrotală din cauza unei torsiuni testiculare tranzitorii anterioare cu rezolvare spontană.

### Complicații
- Infarct testicular: Leziunile testiculare apar ca urmare a scăderii fluxului sanguin și, prin urmare, a reducerii aportului de oxigen și nutrienți la nivelul testiculului. Dacă testiculul nu este viabil în timpul explorării chirurgicale, acesta trebuie îndepărtat pentru a preveni continuarea necrozei sau moartea țesutului.
- Infertilitate:[14] Impactul torsiunii testiculare asupra fertilității pe termen lung nu este încă pe deplin înțeles.[15] Cu toate acestea, torsiunea testiculară poate provoca anomalii ale funcției spermei⁠(d) la analiza lichidului seminal⁠(d), deși aceste anomalii sunt mai susceptibile de a fi găsite la adolescenți și adulți. Torsiunea nu pare să afecteze funcția spermei pe termen lung la nou-născuți.[16] Se consideră că cauza funcției spermatice anormale se datorează următoarelor mecanisme:
  - Teoria imunologică, cunoscută și sub numele de „orhideopatie simpatică”: Se crede că, în urma unei leziuni a testiculului, sistemul imunitar al organismului este activat pentru a curăța celulele deteriorate. În acest proces, acesta creează anticorpi împotriva celulelor testiculare sau proteine care traversează bariera sânge-testicul⁠(d) lezată și lezează atât testiculul afectat, cât și pe cel contralateral.[16]
  - Anomalii în microcirculația⁠(d) în interiorul testiculului[16][17]
  - Leziuni de reperfuzie⁠(d): Acest tip de leziune este observat la țesuturile care au fost private de aportul de sânge pentru o perioadă prelungită.[16]
- Gangrenă, sau un tip de leziuni tisulare cauzate de lipsa alimentării cu sânge, a testiculului.
- Septicemie, în cazuri extrem de rare (0,03%), dacă nu este tratat pentru o perioadă îndelungată, ar putea duce la septicemie și infecții și leziuni grave care pun viața în pericol prin sânge și organe, care ar putea duce la deces.
- Recurența torsiunii poate apărea chiar și după fixarea chirurgicală, deși acest lucru este foarte puțin probabil.[18][19]
- Impactul psihologic al pierderii unui testicul.[20]

## Factori de risc
Majoritatea celor afectați de torsiune testiculară nu au probleme de sănătate subiacente sau condiții predispozante anterioare. Cu toate acestea, există anumiți factori care pot crește riscul de torsiune testiculară. Un testicul mai mare, fie din cauza unei variații normale, fie din cauza unei tumori testiculare, crește riscul de torsiune. În mod similar, prezența unei mase sau a unei malignități care implică cordonul spermatic poate predispune, de asemenea, la torsiune.
Vârsta este, de asemenea, un factor de risc important pentru torsiune. Torsiunea apare cel mai frecvent fie la nou-născut, fie chiar înainte sau în timpul pubertății. Torsiunea testiculară apare adesea înainte sau în timpul pubertății, înainte de coborârea testiculară completă. Epididimita⁠(d) este mai frecvent o afecțiune postpubertară.
Mai multe malformații anatomice congenitale sau variații ale testiculului sau ale structurilor înconjurătoare pot permite o rotație scrotală crescută și pot crește riscul de torsiune testiculară. O malformație congenitală a procesului vaginal⁠(d), sub numele de „deformarea bell-clapper”, reprezintă 90% din toate cazurile. În această afecțiune, în loc ca testiculele să se atașeze posterior la mucoasa internă a scrotului prin mezorchiu, mezorchiul se termină devreme și testiculul plutește liber în tunica vaginală. Alți factori de risc anatomici includ o poziție orizontală a testiculului sau un cordon spermatic cu o porțiune intrascrotală lungă. Cryptorchidisim este, de asemenea, un factor de risc pentru torsiune, unele studii propunând un risc de 10 ori mai mare. Torsiunea testiculară poate fi, de asemenea, cauzată de traumatisme la nivelul scrotului sau de exerciții fizice (în special, mersul pe bicicletă); cu toate acestea, numai aproximativ 4-8% din cazuri sunt rezultatul traumatismelor.  Se crede că există o posibilă bază genetică pentru predispoziția la torsiune, pe baza mai multor rapoarte publicate de torsiune testiculară familială. Există controverse cu privire la faptul că lunile cu vreme rece sunt asociate cu un risc crescut.